# Labium (Insekt)

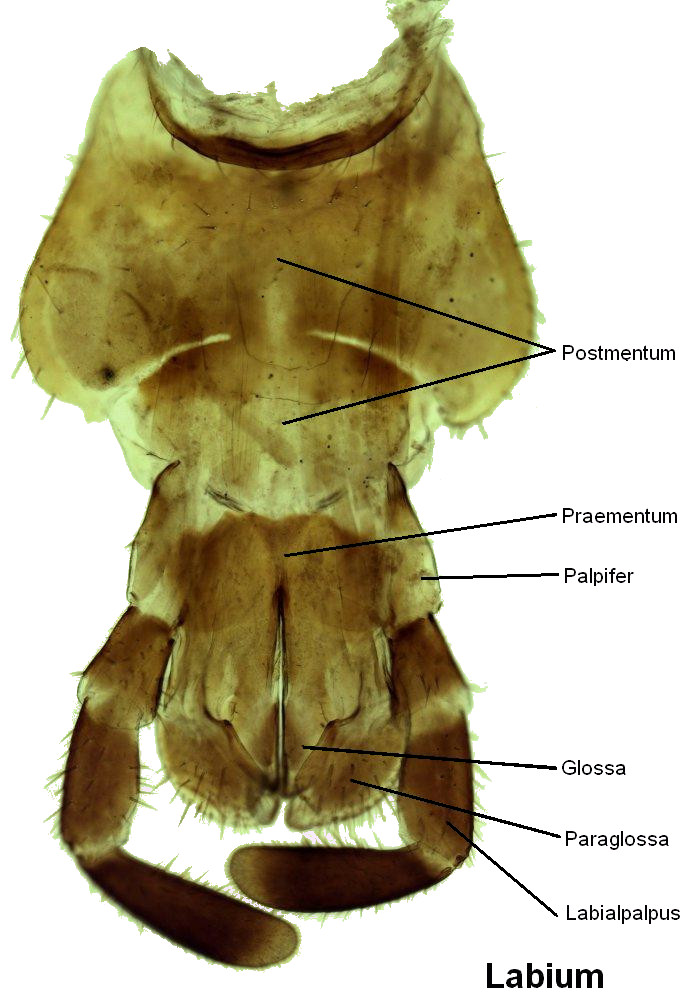
Labium der Amerikanischen Großschabe (Periplaneta americana)

Das Labium (lat. labium „Lippe“) ist bei Insekten die „Unterlippe“, ein Bestandteil der Mundwerkzeuge. Das Labium entsteht durch Verschmelzung der beiden zweiten Maxillen. Labien können unauffällig klein oder auch langgezogen (z. B. bei stechend-saugenden Mundwerkzeugen) sein. Die Labialpalpen heißen auf Deutsch Unterlippentaster.